# Heterothyone
Heterothyone is een geslacht van zeekomkommers, en het typegeslacht van de familie Heterothyonidae.

## Soorten
- Heterothyone alba (Hutton, 1872)
- Heterothyone ocnoides (Dendy, 1897)